# Dino-sziget
A Dino-sziget a Tirrén-tengerben fekszik, Calabria partjai mentén. A Cirella-sziget mellett egyike a régió két szigetének. Közigazgatásilag Praia a Mare községhez tartozik. Nevét valószínűleg az ókorban a szigeten épített Vénusz-szentély (aedina) után kapta. Más feltételezések szerint neve a görög dina szóból ered, melynek jelentése vihar. Területe 0,5 km², legmagasabb pontja 100 m. Mészkövek alkotják, melyekben karsztjelenségek figyelhetők meg (pl. barlangok: Grotta Azzura, Grotta del Leone, Grotta Monaco, Grotta delle Sardine, Grotta delle Cascate. A szigeten nem létezik konkrét település, mindössze néhány nyaraló.